# Les Grandes-Loges
Les Grandes-Loges is een gemeente in het Franse departement Marne (regio Grand Est) en telt 245 inwoners (2005). De plaats maakt deel uit van het arrondissement Châlons-en-Champagne.

## Geografie
De oppervlakte van Les Grandes-Loges bedraagt 13,1 km², de bevolkingsdichtheid is 18,7 inwoners per km².
De onderstaande kaart toont de ligging van Les Grandes-Loges met de belangrijkste infrastructuur en aangrenzende gemeenten.

## Demografie
Onderstaande figuur toont het verloop van het inwonertal (bron: INSEE-tellingen).